# Panjabi MC
Rajinder Singh Rai (en pendjabi ਰਜਿੰਦਰ ਸਿੰਘ), dit Panjabi MC, né le 14 février 1973 à Coventry, en Angleterre, est un musicien, disc jockey et producteur britannique d'origine indienne.
Ses productions sont un mélange de hip-hop, de musique indienne de la région du Penjab (bhangra) et de jungle. Mundian To Bach Ke (en) en 1998 est son premier succès international. Il est aussi célèbre pour avoir composé la musique d'entrée du catcheur The Great Khali. AllMusic le considère comme l'« un des plus grands noms de la musique bhangra. »

## Biographie
Le nom de scène de Rajinder Singh fait référence au penjabi, langue qu'il utilise dans sa musique et pour rapper. « L'un de [ses] principaux buts est de fusionner les deux mondes [de la musique bhangra et du hip-hop]. »
Le label Nachural Records signe Panjabi MC après son remix de la chanson Ghariah Milan De de Kuldeep Manak. Bien que le single ait été retiré du marché, Panjabi MC continue à composer. Il se popularise davantage avec la chanson  Mundian To Bach Ke publié en 1998 sur l'album Legalised, qui mêle le générique de la série télévisée K 2000 (1982) et bhangra. Popularisé sur Internet, il est repris par le label allemand Superstar Recordings, et devient un succès en Allemagne et en Europe. Une version de cette chanson en 2003 fait participer Jay-Z et s'intitule Beware of the Boys.
Ses œuvres musicales, en particulier ses premières chansons et le remix de Mundian To Bach Ke avec Jay-Z, font connaître le bhangra au grand public via the BBC. Il continue la production musicale et reste célèbre comme collaborateur et remixeur. En 2004, il publie une chanson intitulée Mirza qui fait participer Mustafa Sandal.

## Télévision
En 2001, Panjabi MC fait ses débuts au Payal Banquet Hall de Mississauga, en Ontario. Deejay Ra anime une émission spéciale parlant d'un événement appelé The Bhangramentary, diffusé sur Asian Television Network (ATN). Son single, Jatt Ho Giya Sharabee, issu de son album Beware, est utilisé dans l'émission de télévision Heroes (épisode 2, Don't Look Back, diffusé le 2 octobre 2006.
Avec Sukhwinder Singh et Sapna Awasthi, Panjabi MC remixe la chanson Chaiyya Chaiyya issue du film de Bollywood Dil Se... Leur chanson Land of Five Rivers est utilisée pour le thème d'entrée du catcheur de la WWE The Great Khali.

## Jeu vidéo
Dans le jeu Far Cry 4 (2014), la chanson Jogi est jouée dans la seconde partie de la quête "Chimie avancée" où le protagoniste principal entre dans un bâtiment dont l'air est devenu irrespirable avec des vapeurs d'opium en suspens.

## Discographie

### Albums
- 1993 : Souled Out
- 1994 : Another Sell Out
- 1995 : 100 % Proof (Nachural Records)
- 1996 : Grass Roots (Nachural Records)
- 1998 : Legalised (Nachural Records)
- 2000 : Switchin' (EP) (Moviebox)
- 2001 : Dhol Jageroo Da
- 2002 : Desi (Moviebox)
- 2003 : Indian Breaks
- 2003 : Mundian To Bach Ke (Compagnia Nuove Indye)
- 2003 : The Album (version allemande) (Superstar/Warner; Germany)
- 2003 : The Album (version française) (Scorpio; France)
- 2003 : The Album (version anglaise) (Instant Karma)
- 2003 : Beware (version américaine) (Sequence)

### Singles
- Mundian To Bach Ke - 1998/2003 (avec Jay-Z)
- Jogi - 2003
- Land of Five Rivers - Musique d'entrée de The Great Khali

## Distinctions
- 2003 : MTV Europe Music Awards – « meilleur artiste de dance » – Panjabi MC[6]
- 2003 : MOBO Awards – « meilleur artiste britannique »[7]
- 2003 : UK Asian Music Awards – « meilleur single bhangra » – Mundian To Bach Ke[8]
- 2003 : World Music Awards – « meilleur artiste indien à l'international »
- 2011 : Punjabi Music Awards – « meilleure sonorité »  – Moorni